# 無殼彈

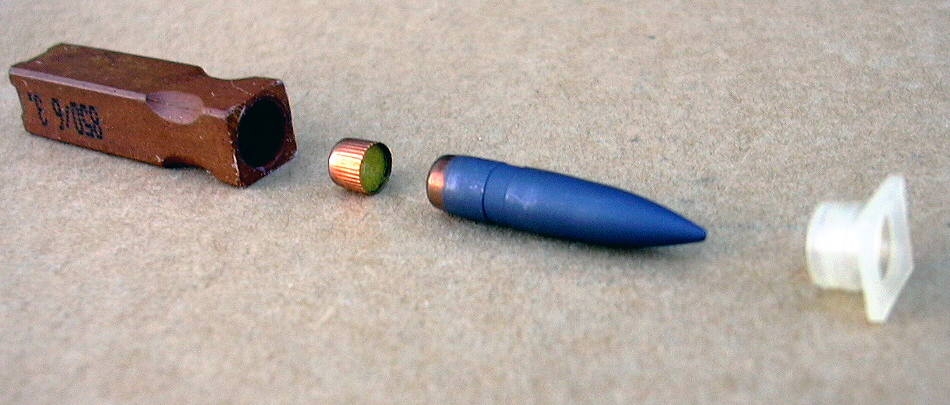
HK G11突擊步槍所使用的4.73x33mm無殼彈的分解状态。子彈部件由左至右分别为：固體推進劑，底火，彈頭及令子彈与推進劑塊保持中心位置的塑膠帽。

無殼彈是一種小型槍械彈藥，它並沒有一般用來容納底火、推進劑及拋射物的彈殼。無殼彈試圖透過消除過往由黃銅或鋼鐵製成的彈殼以降低重量及成本，同時通過免卻退膛及上膛來簡化動作。

## 歷史
無殼彈在廣義上並不是一個新概念。一些早期的紙彈殼設計就運用了可燃彈殼，發射後沒有顯著的殘餘物；紙彈殼中包含火藥、底火及彈托。這種設計是更早期紙彈殼的演變，用於外部點火槍口填裝槍支（如火門槍）及替代日漸廣泛採用的金屬彈殼。
1848年，美國發明家瓦特·杭特（Walter Hunt）將一種新型無殼彈應用到連發槍支上並申請專利。特殊形狀的米尼式子彈後方中空的位置擺放了黑火藥。杭特於連發槓桿式步槍中使用這些子彈。
第二次世界大戰時期，德國開始研發可用於軍事用途的無殼彈，这是源于金屬供應吃緊，尤其是製作彈殼所需的黃銅。德國取得了一些成功，但在戰爭期間不足以完成一個的無殼彈体系。

## 現代無殼彈
現代無殼彈包括固體推進劑最初是由製成特殊形狀的易燃硝化纤维製成，當中有空間容納彈頭及底火。完整的彈殼也可能包含粉狀推進劑，幫助點燃及為子彈提供初始推力.

## 現代無殼彈武器
1969年1月，美國陸軍将他們新的鋁合金M-551謝里登輕型坦克部署到越南。“謝里登”從其152毫米主砲發射可燃外殼彈藥。
由德國毛瑟公司所製造的萊茵金屬RMK30無后座力轉輪式機炮被設計為使用30×250毫米無殼彈。

## 外部連結
- Assault Rifle Ammunition History
- TRW’s Proposed Caseless Machine Gun （页面存档备份，存于）
- （页面存档备份，存于）

Template:新兴技术